# Гриневичі Малі
Гриневичі Малі (Гриневичі, Гриневіче-Мале, пол. Hryniewicze Małe) — село в Польщі, у гміні Більськ-Підляський Більського повіту Підляського воєводства. Населення — 104 особи (2011).

## Історія
Вперше згадується 1528 року.
У 1975—1998 роках село належало до Білостоцького воєводства.

## Демографія
Демографічна структура станом на 31 березня 2011 року:
|          | Загалом | Допрацездатний вік | Працездатний вік | Постпрацездатний вік |
| -------- | ------- | ------------------ | ---------------- | -------------------- |
| Чоловіки | 57      | 6                  | 38               | 13                   |
| Жінки    | 47      | 7                  | 23               | 17                   |
| Разом    | 104     | 13                 | 61               | 30                   |